# Massimo Schiavon
Massimo Schiavon (Saronno, 1972) è un direttore della fotografia italiano.

## Biografia
Schiavon nasce nel 1972 in provincia di Varese. Inizia la sua attività di fotografo nel 1991, specializzandosi nel campo dell'arredamento e del design. Si diploma nel 1997 alla Civica Scuola di Cinema "Luchino Visconti" a Milano, ma già dall'anno precedente inizia a lavorare come operatore. Diventerà poi direttore della fotografia girando spot, cortometraggi e trasmissioni televisive.
Dal 2001 si specializza nell'utilizzo di steadycam e crane, iniziando a girare anche lungometraggi e documentari.
Nel 2004 è tra i soci fondatori di Roadmovie, una casa di produzione cinematografica e televisiva con sede a Milano.
Dal 2011 è professore all'Università IULM, dove tiene il corso di illuminotecnica e direzione della fotografia . Dal 2022 collabora come tutor di fotografia alla Civica Scuola di Cinema "Luchino Visconti" a Milano.
Nel 2007 pubblica “Luci e ombre in Myanmar” un libro fotografico sulla Birmania di inizio 2000, e nel 2021 “Laboratorio di fotografia cinematografica” un manuale di cinema rivolto alla accademie.

## Filmografia
- 2006 - Schopenhauer
- 2008  “Io ricordo”  Produzione  Indiana Production  Regia Ruggero Gabbai
- 2008  “Le sorelle Diabolike”   Produzione  Good Day  Regia Andrea Bettinetti
- 2008  “Agorà”  4 doc  Produzione  Good Day per Mediaset Regia Ruggero Gabbai, Andrea Bettinetti
- Vedozero, regia Andrea Caccia (2009)
- 2009  “La vita al tempo della morte”  Produzione  Roadmovie  Regia Andrea Caccia
- 2010 “Un Uomo Nuovo” Produzione  Zerocento  Regia Salvo Alessi
- 2010 “La vita al tempo della morte”, regia Andrea Caccia
- 2011 I soliti idioti, regia di Enrico Lando
- 2011 “Megafabbriche”(Piaggio, Riva, Illy)”Produzione NationalGeografic Regia Riccardo Struchil
- 2012 I 2 soliti idioti, regia di Enrico Lando
- 2012   “Melcam Zena” Produzione Action Aid Regia Valentina Carnelutti
- 2012   “Fango Onore e Gloria” Tony Cairoli Produzione Rdbull Regia Beppe Tufarolo
- 2013 - ReCuiem
- 2013 - Se chiudo gli occhi non sono più qui
- 2014 - Amici come noi
- 2015  “Swinging Roma”  Produzione  Good Day per SKY Regia Andrea Bettinetti
- 2015 Italiano medio, regia di Maccio Capatonda
- 2016 Quel bravo ragazzo, regia di Enrico Lando
- 2016  “Il sogno di Dior”  Produzione  Roadmovie per Mediaset Regia Riccardo Struchil
- 2016  “Top Gear Italia”  Produzione  Toro media Regia Alessio Muzi
- 2017 Omicidio all'italiana, regia di Maccio Capatonda
- 2017  “Meravigliosa mente”  Produzione  Zerostories Regia Riccardo Struchil
- 2017  “Vedozero²”  Produzione  Roadmovie  Regia Andrea Caccia
- 2018 Bene ma non benissimo, regia di Francesco Mandelli
- 2018  “Immortali”  Produzione  Good Day per SKY Regia Andrea Bettinetti
- 2018  “Tutto l’oro che c’è”  Produzione  Dougong Film  Regia Andrea Caccia
- 2019 Scappo a casa, regia di Enrico Lando
- 2019 - Appena un minuto
- 2019  “Immortali”  Produzione  Good Day per SKY Regia Andrea Bettinetti
- Zona / (2020)
- 2020  Kinderblock - L'ultimo inganno   Produzione  Forma International per RAI Regia Ruggero Gabbai
- 2021 “Notti in Bianco e Baci a Colazione” Produzione  Red Film Regia Francesco Mandelli
- 2021  “Dinner Club”  Produzione  Banijay per Prime Video Regia Riccardo Struchil
- 2021  “Sogni di gloria”  Produzione  Good Day per SKY Regia Andrea Bettinetti
- 2023 L'invenzione della neve, regia di Vittorio Moroni
- 2024 I soliti idioti 3 - Il ritorno, regia di Fabrizio Biggio, Francesco Mandelli e Ferruccio Martin